# Sữa ngựa

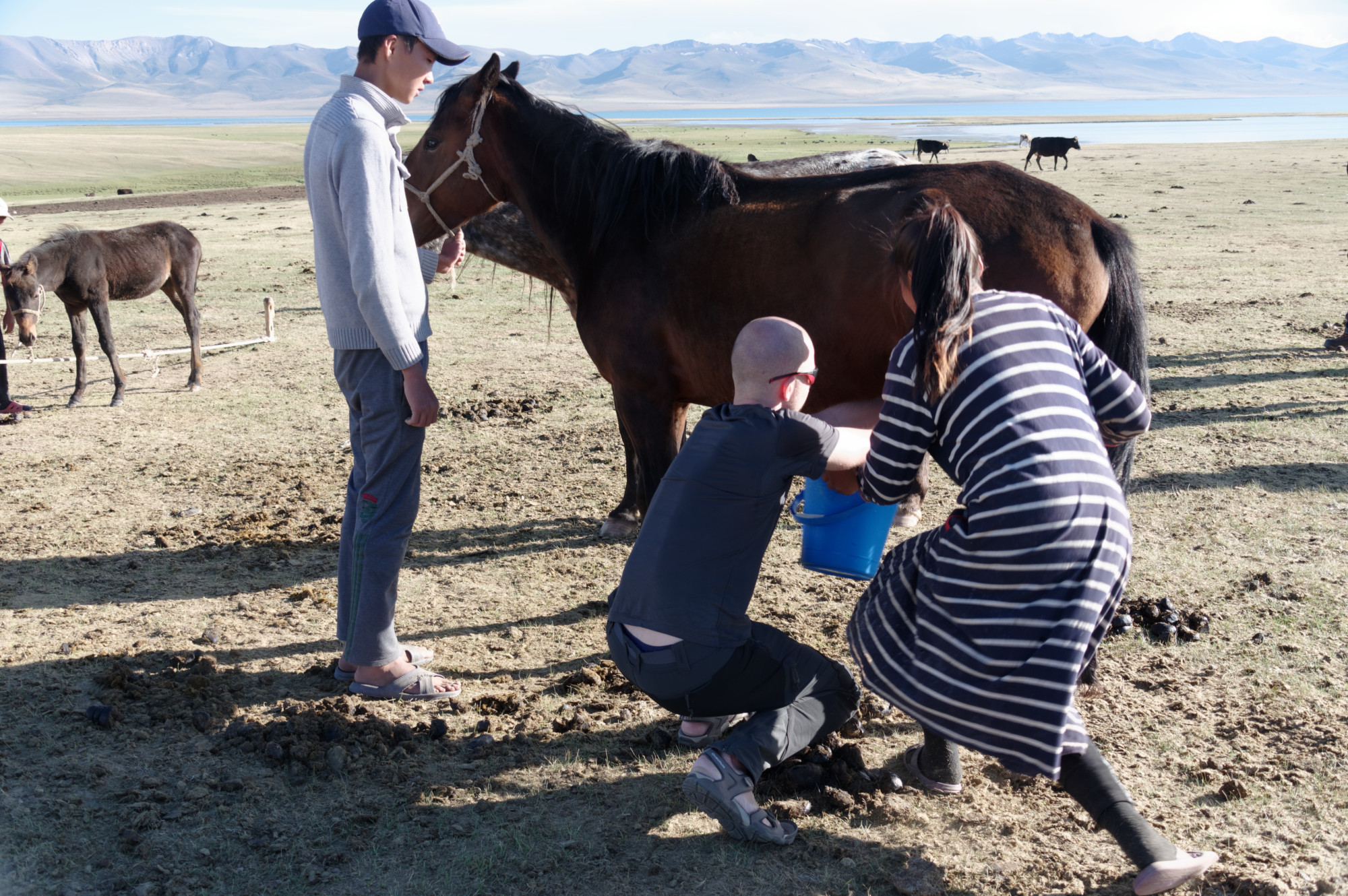
Vắt sữa ngựa ở Kyrgyzstan, ở vùng Trung Á khi vắt sữa ngựa mẹ thì người ta thường cho ngựa con đứng gần để giúp ngựa mẹ tiết sữa nhiều hơn

Sữa ngựa là sữa tiết ra từ một con ngựa cái (hay còn gọi là ngựa mẹ/ngựa nái) trong thời kỳ cho con bú để nuôi ngựa con. Sữa ngựa đặc biệt giàu đạm váng sữa, axit béo không bão hòa đa và vitamin C. Một loại thức uống sữa ngựa là Kumis phổ biến ở vùng Trung Á, theo truyền thống thì chế phẩm sữa này được làm từ sữa ngựa nái. Ngày nay, sữa ngựa dạng bột đã có sẵn trên thị trường ở một số nước châu Âu, bao gồm cả Đức.
Ở Châu Âu, sữa ngựa được sử dụng như một loại sữa thay thế cho sữa bò vì những lợi ích của sữa ngựa đối với sức khỏe. Mặc dù vẫn là một sản phẩm thích hợp, sữa ngựa được coi là một phương thuốc hay cho các vấn đề về da hoặc tiêu hóa. Những báo cáo tại các bài báo đánh giá cho thấy nó có thể cải thiện tình trạng viêm da dị ứng hoặc bệnh chàm. Sữa ngựa được sử dụng để sản xuất các sản phẩm mỹ phẩm. Nó không thể được làm thành pho mát giống như theo cách của sữa bò nhưng nó có thể được làm thành pho mát bằng cách sử dụng phức hợp men tiêu hóa trong dạ dày lạc đà (camel-rennet).
Một bệnh viện ở Đức áp dụng dùng sữa ngựa để thay cho sữa mẹ cho trẻ sinh non và đạt kết quả rất tốt, ở Pháp cũng có hơn một chục cơ sở chuyên sản xuất sữa ngựa viên. Sữa ngựa được ưu ái như vậy vì có nhiều protein và ít chất béo hơn sữa người. Nó còn giúp chống các bệnh tiêu chảy, u loét, viêm gan và sạn thận. Sữa ngựa rất được ưa chuộng ở Trung Á. Ở vùng Trung Á, mỗi ngày có trên 30 triệu người uống sữa ngựa. Tại Mông Cổ, sữa ngựa được dành riêng cho bệnh nhân, người già và trẻ em. Sữa ngựa lên men còn được biết đến là rượu sữa ngựa. Đồ uống phổ biến này được dùng trong nghi lễ thanh tẩy vào dịp Tết truyền thống của người Mông Cổ.